# Grzegorz Sędek
Grzegorz Sędek – polski psycholog, profesor nauk humanistycznych, nauczyciel akademicki SWPS Uniwersytetu Humanistycznospołecznego w Warszawie i prorektor tej uczelni, specjalista w zakresie psychologii osobowości, psychologii społecznej.

## Życiorys
Uzyskał stopień naukowy doktora. W 1996 na Wydziale Psychologii Uniwersytetu Warszawskiego na podstawie dorobku naukowego oraz monografii pt. Bezradność intelektualna w szkole otrzymał stopień doktora habilitowanego nauk humanistycznych dyscyplina: psychologia, specjalność: psychologia osobowości. W 2003 nadano mu tytuł profesora nauk humanistycznych.
Był profesorem w Instytucie Psychologii Polskiej Akademii Nauk oraz na Wydziale Psychologii Uniwersytetu Warszawskiego.
Został członkiem Komitetu Narodowego do spraw Współpracy z Europejską Fundacją Nauki (ESF) Polskiej Akademii Nauk oraz Komitetu Psychologii PAN.
Został profesorem zwyczajnym w SWPS Uniwersytetu Humanistycznospołecznego i prorektorem tej uczelni w kadencji 2016–2019.